# Our Lady Seat of Wisdom College
L'Our Lady Seat of Wisdom College è un'università privata di indirizzo cattolico con sede a Barry's Bay, nell'Ontario, Canada.
Le origini dell'istituto risalgono al centro di studi "Mater Ecclesiae" aperto nel 1999 a Combermere sotto la direzione di John Paul Meenan. La diocesi di Pembroke offrì al centro il Saint Joseph's Convent, che nel 2000 divenne sede della Our Lady Seat of Wisdom Academy. Fu riconosciuto come college nel 2017.